# Eucereon testaceum
Eucereon testaceum är en fjärilsart som beskrevs av Druce 1900. Eucereon testaceum ingår i släktet Eucereon och familjen björnspinnare. Inga underarter finns listade i Catalogue of Life.